# ネットワークアーキテクチャ
ネットワークアーキテクチャは、コンピュータネットワークの設計です。これは、ネットワークの物理コンポーネントとその機能構成および構成、その動作原理と手順、および使用される通信プロトコルを指定するためのフレームワークです。
抽象的なモデルであり、すべてのコンポーネントに共通する一連の原則を定義し、ネットワークを構成するシステムの組織と挙動を記述し、ネットワークの構成要素間の動作規則と本質的な関係を確立する。一般的で普遍的なモデルから、具体的で具体的な解決策を特定し、開発することができる。具体的には、ネットワーク・アーキテクチャは、ネットワーク・コンポーネントのアドレス、トラフィックのルーティング、異なる通信プロトコルの構成と関連性などを定義する。
電気通信では、ネットワークアーキテクチャの仕様には、通信ネットワークを介して提供される製品とサービスの詳細な説明、およびサービスが補償される詳細な料金と請求の構造も含まれる場合があります。
インターネットのネットワークアーキテクチャは、ネットワークまたはネットワーク内のノードを相互接続するための特定のモデルや、特定の種類のハードウェアリンクの使用ではなく、主にインターネットプロトコルスイートの使用によって表現されます。

## OSIモデル
オープンシステム相互接続モデル（OSIモデル）は、階層化されたネットワークアーキテクチャの概念を定義および体系化します。抽象化レイヤーは、通信システムをさらに小さな管理可能な部分に細分化するために使用されます。レイヤーは、その上のレイヤーにサービスを提供し、その下のレイヤーからサービスを受け取る同様の機能のコレクションです。各レイヤーで、インスタンスは上のレイヤーのインスタンスにサービスを提供し、下のレイヤーにサービスを要求します。 

## 分散コンピューティング
分散コンピューティングでは、分散アプリケーションに参加しているノードはネットワークと呼ばれることが多いため、ネットワークアーキテクチャは分散アプリケーションアーキテクチャの構造と分類を表すことがよくあります。 たとえば、公衆交換電話網（PSTN）のアプリケーションアーキテクチャは、インテリジェントネットワークと呼ばれています。いくつかの特定の分類がありますが、すべてがダムネットワーク（インターネットなど）とインテリジェントネットワーク（PSTNなど）の間の連続体にあります。
分散アプリケーションや永続的な仮想回線でのこのような用語の一般的な使用例は、ピアツーピア（P2P）サービスおよびネットワークでのノードの編成です。 P2Pネットワークは通常、基盤となる物理ネットワークまたは論理ネットワーク上で実行されるオーバーレイネットワークを実装します。これらのオーバーレイネットワークは、システムのネットワークアーキテクチャであるいくつかの異なるモデルに従って、ノードの特定の組織構造を実装する場合があります。